# Шърли Бъзби
Шърли Бъзби (на английски: Shirlee Busbee) е американска писателка на бестселъри в жанра исторически и съвременен романс.

## Биография и творчество
Шърли Илейн Бъзби е родена на 9 август 1941 г. в Сан Хосе, Калифорния, САЩ. Тя е първата дъщеря в семейството на морски офицер. Израства с още две сестри и трима братя, пътувайки по света. Посещава гимназия в Кенитра, Мароко. Когато се връща в Калифорния учи в бизнес колежа „Бърбанк“ в Санта Роса, който завършва през 1962 г.
В колежа се среща Хауърд Бъзби, за когото се омъжва на 22 юни 1963 г.
След завършването си Шърли работи като рецепционистка в „Marin County Title and Abstract Co.“, като надзорник по растителността за „Fairfield Title Co.“, и като секретарка и проектант за Управлението на парковете във Феърфийлд, окръг Солано, Калифорния. В последната си работа среща авторката Розмари Роджърс, която става нейна приятелка за цял живот и ментор.
Подкрепяна от приятелката си, Шърли започва да пише романси. Първият ѝ романс „Циганката“ излиза през 1977 г. и става бестселър. Това мотивира писателката да продължи да пише и романът дава началото на серията от осем романса „Луизиана“.
Впоследствие започва да пише самостоятелни романси, както и поредиците „Семейство Белинжър“ и „Става нейно“. С тях тя успява да установи собствена ниша в жанра на историческата романтика.
Произведенията на Шърли Бъзби често са в списъците на бестселърите на „Ню Йорк Таймс“. Те са преведени на много езици в над 9 милиона копия по света. Носителка е на наградите „Affaire de Coeur“ и „Bronze Pen“.
Шърли Бъзби живее със съпруга си в ранчо в Ковело, Северна Калифорния, където отглеждат американски шетландски понита и собствени миниатюрни кучета от породата ризеншнауцер.

## Произведения

### Самостоятелни романи
- Испанската роза, The Spanish Rose (1986)
- Любовта на черния конник, Love a Dark Rider (1994)
- Игра на съдбата, Lovers Forever (1996)
- Сърце за превземане, A Heart for the Taking (1997)
- Love Be Mine (1998)
- For Love Alone (2000)
- At Long Last (2000)
- Swear by the Moon (2001)

### Серия „Луизиана“ (Louisiana)
1. Циганката, Gypsy Lady (1977)
2. Червенокосата дева, Lady Vixen (1980)
3. While Passion Sleeps (1983)
4. Сърце за продан, Deceive Not My Heart (1984)
5. Лилия в нощта, The Tiger Lily (1985)
6. Среднощен маскарад, Midnight Masquerade (1988)
7. Whisper to Me of Love (1991)
8. Each Time We Love (1993)

### Серия „Семейство Белинжър“ (Ballinger Family)
1. Return to Oak Valley (2002)
2. Coming Home (2003)

### Серия „Става нейно“ (Becomes Her)
1. Scandal Becomes Her (2007)
2. Seduction Becomes Her (2008)
3. Surrender Becomes Her (2009)
4. Passion Becomes Her (2010)
5. Rapture Becomes Her (2011)
6. Desire Becomes Her (2012)